# Jozaria palustris
Jozaria palustris és un gènere de mamífer perissodàctil extint de la família dels antracobúnids. Se n'han trobat restes fòssils a la formació de Kuldana (nord del Pakistan).